# Адворица (Тверская область)
Адворица — деревня в Пеновском районе Тверской области России. Входит в состав Чайкинского сельского поселения.

## География
Расположена на озере Вселуг, в 19 км по прямой и в 47 км по автодорогам к северо-западу от районного центра.

## История
Жители исторически занимались рыбной ловлей и вязанием рыболовных сетей. До отмены крепостного права деревня принадлежала помещикам Обернибесовым. В 1913 году в Адворице была открыла начальная школа.
В 1895 году деревню в рамках экспедиции по установлению истока Волги посещал известный географ, профессор Московского университета Дмитрий Николаевич Анучин.

## Население
| 1859 | 1897 | 2010 |
| ---- | ---- | ---- |
| 114  | ↗159 | ↘1   |

Согласно результатам переписи 2002 года, в национальной структуре населения русские составляли 72% от общей численности населения в 14 чел..

## Транспорт
Деревня доступна автотранспортом.